# 岐阜縣立岐阜商業高等學校
岐阜縣立岐阜商業高等學校是位於日本岐阜縣岐阜市的公立高等學校。
由於在岐阜市內同時還有一所同名的岐阜市立岐阜商業高等學校，在日本一般會以「縣岐阜商」和「市岐阜商」來區分兩所學校，在當地則會簡稱為「縣岐商」和「市岐商」。
過去學校利用商店街閒置店面開設實習商店，2016年則開設由學生擔任股東負責經營的實習企業「株式會社GIFUSHO」。

## 歷史
現在的「縣岐阜商」前身為1904年成立的「岐阜市立岐阜商業學校」和1935年成立的「岐阜市立女子商業學校」兩所岐阜市立的實業學校；兩所學校原先都在1948年配合日本的學制改革成為「岐阜市立岐阜商業高等學校」和「岐阜市立女子商業高等學校」，不過在同年即被整併為「岐阜市立岐阜商業高等學校」一間學校，但是在隔年因為政府的政策而被廢校，學生則轉到岐阜縣立長良高等學校、岐阜県立岐阜高等學校、岐阜県立加納高等學校三所學校。
不過1951年岐阜縣成立「岐阜縣立岐阜商業高等學校」，並將已經被分配的三所學校商業科學生重新轉入至這所學校。